# Калистога
Калистога (Calistoga) е град в окръг Напа, в района на залива на Сан Франциско, щата Калифорния, САЩ. Калистога е с население от 5190 души. (2000) Общата площ на Калистога е 6,70 кв. км (2,60 кв. мили).